# Bahnhof Beira

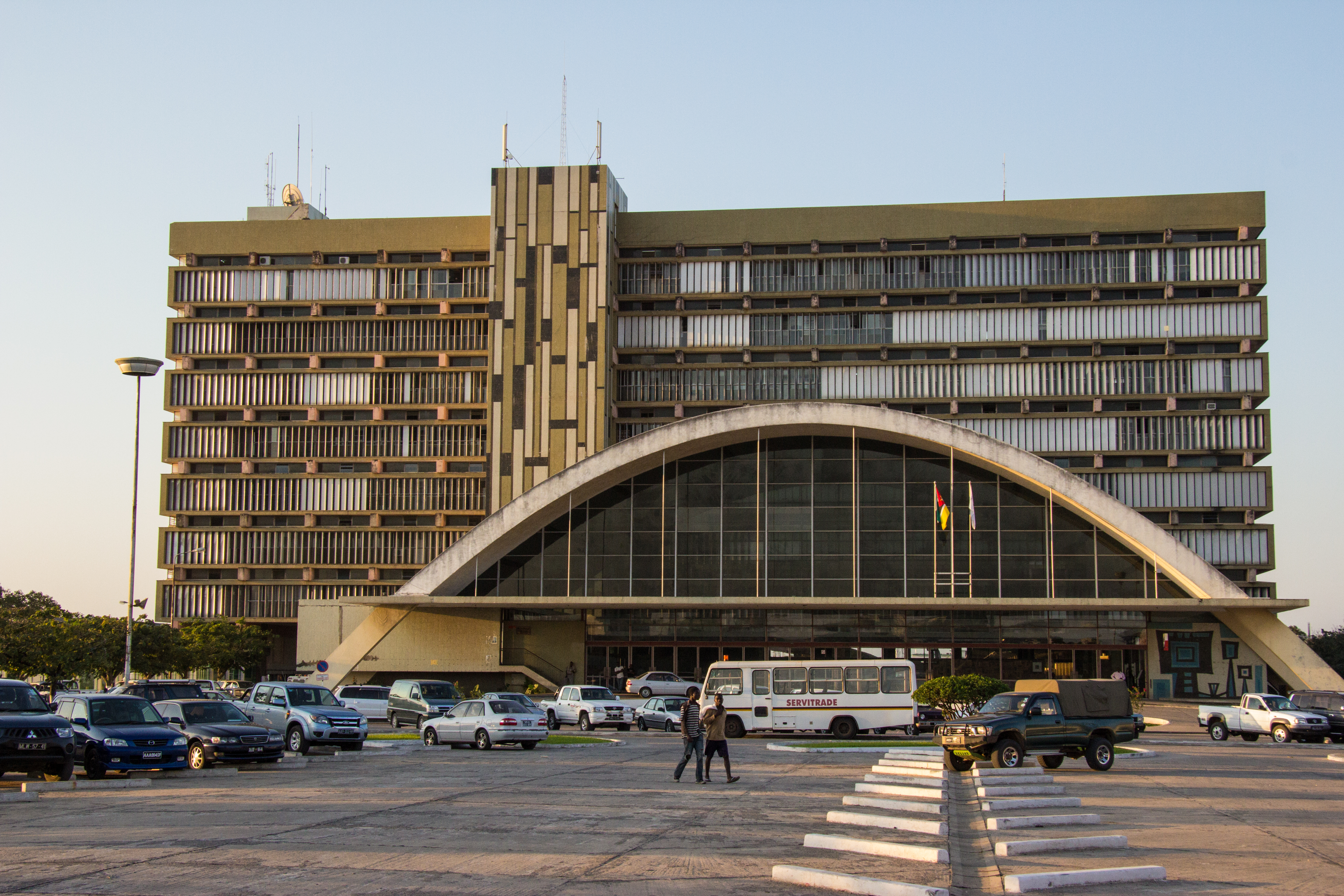
Bahnhof Beira. 1966 eröffnet, entworfen von Francisco José de Castro, Paulo de Melo Sampaio und João Garizo do Carmo

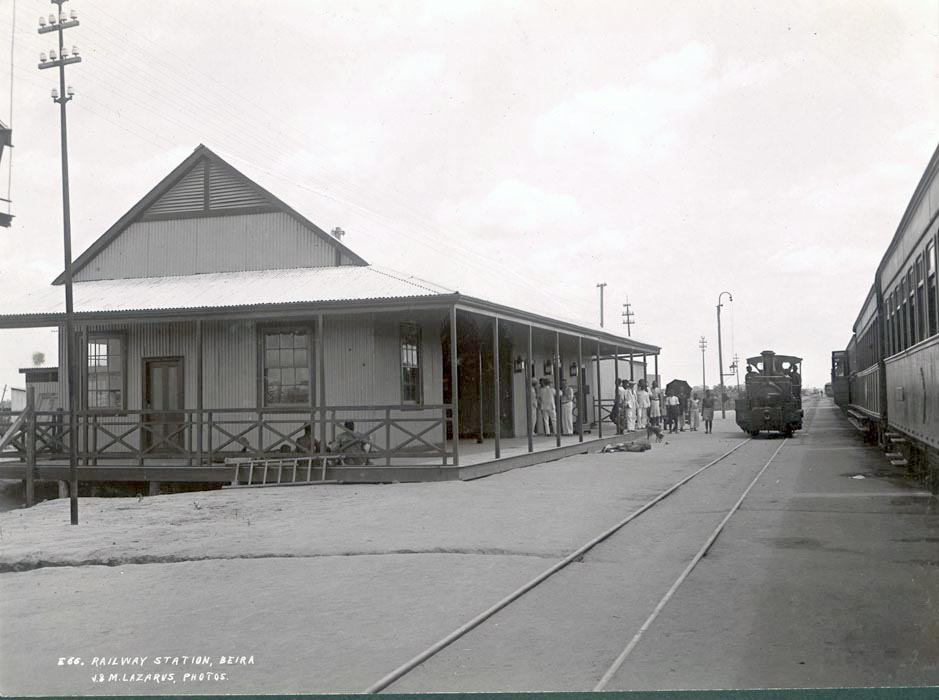
Vorheriges Bahnhofsprovisorium (1902)

Der Bahnhof Beira, auf Portugiesisch „Estação Ferroviária da Beira“, ist der zentrale Bahnhof der mosambikanischen Stadt Beira. Das 1966 eingeweihte Gebäude ist Anfangspunkt für die beiden Eisenbahnstrecken des mittleren Eisenbahnkorridors Mosambiks nach Simbabwe und in die Provinz Tete.

## Geschichte
Die Beira Junction Railway Company, die die Konzession für die Strecken des Korridors besaß, plante bereits in den zwischen 1930 und 1938 den Bau eines Bahnhofes für die aufstrebende Stadt Beira. Aufgrund finanzieller Schwierigkeiten durch den Zweiten Weltkrieg kam es jedoch nicht dazu.
In den fünfziger Jahren gab es erneut Versuche für den Bau eines Bahnhofes. Die Eisenbahngesellschaft bat die Stadtverwaltung um ihre Hilfe. 1957 schrieben beide einen Architekturwettbewerb aus, für den sich nur ein Architekt, Paulo de Melo Sampaio, bewarb. Deshalb initiierte der Stadtarchitekt von Beira, José Bernardino Ramalhete, ein Architektenteam aus drei von vier in der Stadt ansässigen Architekten: Francisco José de Castro, Paulo de Melo Sampaio und João Garizo do Carmo. Das Team reichte seinen Entwurf 1959 ein, wobei Castro das dazugehörige Bürogebäude entwarf, Carmo das Eingangsgebäude und Sampaio den Bahnhof selbst. 1961 genehmigte das portugiesische Finanzministerium den Bau, die Bauarbeiten begannen 1963. Die Einweihung des Bahnhofes bei Anwesenheit des Generalgouverneurs der Provinz fand am 1. Oktober 1966 statt.
Das Bahnhofsgebäude besteht aus zwei Teilen, dem Bürogebäude und der Eingangshalle zum Bahnhof. Die eingeschossige, 57 Meter hohe Halle wird durch ein großes Bogendach mit sieben Streben überspannt, zehn doppeltürige Zugänge bilden den Eingang zum Bahnhof. Oberhalb der überdachten Halle thront das siebenstöckige Bürogebäude, dessen zahlreiche vertikale Sonnenschutzelemente auffallen. Der Entwurf der drei Architekten entspricht einem sehr modernen, sachlichen Stil.
Der Bahnhof ist seit seiner Eröffnung in Betrieb und hat auch nach der Unabhängigkeit Mosambiks seine Funktion nicht verloren. 1975 wurden alle Unternehmen verstaatlicht, seitdem ist die CFM Eigentümer und Betreiber des Gebäudekomplexes.
In der portugiesischen Denkmaldatenbank Sistema de Informação para o Património Arquitectónico, die auch Werke ehemaliger portugiesischer Kolonien umfasst, ist es mit der Nummer 31692 eingetragen.